# Драфт WWE 2010 года

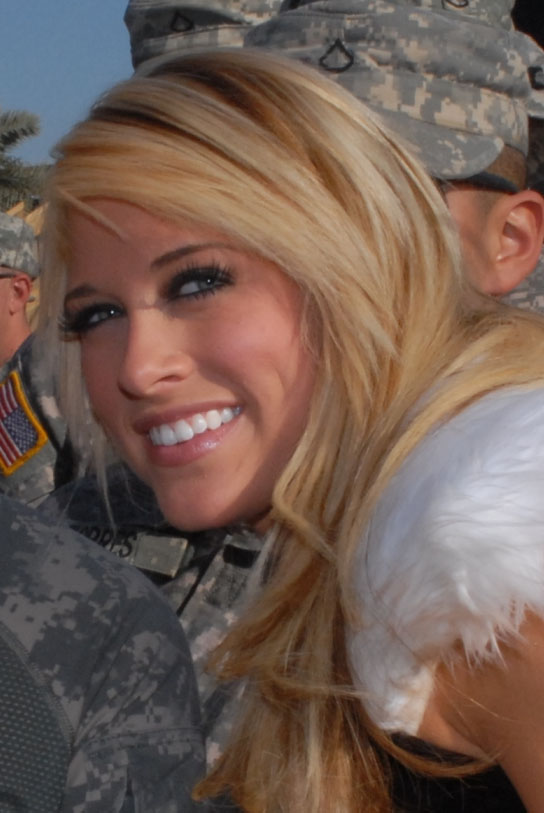
Келли Келли стала первым выбором на драфте 2010 года

Драфт World Wrestling Entertainment (WWE) 2010 года стал девятым драфтом, проведенным американским профессиональным промоушеном рестлинга WWE. Драфт проходил в течение двух дней. Первый день драфта был показан вживую по телевидению 26 апреля, а вторая часть, дополнительный драфт, был проведен 27 апреля. Первый день драфта демонстрировался в рамках программы WWE’s Monday Raw по каналу USA Network в США, а дополнительный драфт на официальном сайте WWE. Телевизионная часть проходила в Ричмонд-Колизеум Ричмонд, Вирджиния.
В отличие от спортивных драфтов, где спортсмены подписывают контракты с командами, во время WWE драфта происходит обмен работниками WWE между брендами. В 2010 году проходил обмен между двумя брендами WWE Raw и SmackDown!. Под драфт попадают Суперзвезды (рестлеры мужчины), дивы (рестлеры женщины), а также другие работники WWE. В 2010 году впервые с 2005 года в драфте не участвовал бренд ECW в связи с его расформированием в феврале 2010 года. Во время телевизионной части драфта, победа в поединке определяла, какой из брендов получит право на случайный выбор. Во время дополнительного драфта, бренд и выбор работника проходил случайным образом. Согласно правилу от 2009 года, чемпион, который переходит в другой бренд, забирает чемпионский титул с собой, а команды не освобождаются от участия в драфте. В отличие от драфта прошлого года, когда во всех случаях выбирался только один работник, в 2010 году дважды выбиралось более одного человека.
Всего было совершено 19 обменов, в результате чего 21 рестлер поменял бренд. 8 обменов произошло в первый день и ещё 11 во время дополнительного драфта.

## Поединки
| # | Поединок | Условие                           | Победитель                 |
| - | --- | --------------------------------- | -------------------------- |
| 1 | SmackDown: Команда Лей-Кул (Лейла и Мишель Маккул) против Raw: Марис и Ив Торрес                                                           | Командный поединок див за 1 выбор | SmackDown: Команда Лей-Кул |
| 2 | SmackDown: СМ Панк против Raw: Эвана Борна                                                                                                 | Поединок один на один за выбор    | SmackDown: СМ Панк         |
| 3 | SmackDown: Кейн, R-Truth, Рей Мистерио, Дрю Макинтаир и Шад Гаспард против Raw: Сантино Марелла, Теда Дибиаси, МВП, Марка Хенри и Ёси Тацу | Королевская битва за 3 выбора     | Raw: ДиБиаси и Марелло     |
| 4 | SmackDown: Крис Джерико против Raw: Кристиана                                                                                              | Поединок один на один за выбор    | SmackDown: Джерико         |
| 5 | SmackDown: Джэк Сваггер против Raw: Джона Моррисона[C1]                                                                                    | Поединок один на один за выбор    | SmackDown: Сваггер         |
| 6 | SmackDown: Дольф Зигглер против Raw: Хорнсвогля                                                                                            | Поединок один на один за выбор    | Raw: Хорнсвогл             |

### Выбор
| Выбор # | В бренд   | Кто перешел (настоящее имя)          | Должность | Из бренда |
| ------- | --------- | ------------------------------------ | --------- | --------- |
| 1       | SmackDown | Келли Келли (Barbara Blank)          | Дива      | Raw       |
| 2       | SmackDown | Биг Шоу (Paul Wight)                 | Superstar | Raw       |
| 3       | Raw       | Джон Моррисон (John Hennigan)        | Superstar | SmackDown |
| 4       | Raw       | R-Truth (Ron Killings)               | Superstar | SmackDown |
| 5       | Raw       | Эдж (Adam Copeland)                  | Superstar | SmackDown |
| 6       | SmackDown | Кофи Кингстон (Kofi Sarkodie-Mensah) | Superstar | Raw       |
| 7       | SmackDown | Кристиан (William Reso)              | Superstar | Raw       |
| 8       | Raw       | Крис Джерико (Christopher Irvine)    | Superstar | SmackDown |

## Дополнительный драфт

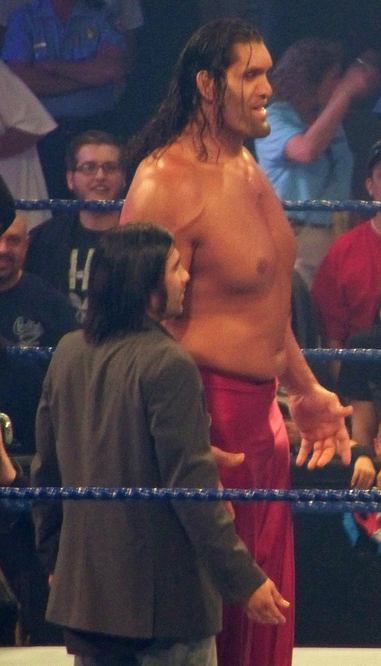
Раджин Синх (слева) и Великий Кали (справа) во время WWE драфта 2010.

| Выбор # | В бренд   | Кто перешел (настоящее имя)                                                      | Должность            | Из бренда |
| ------- | --------- | -------------------------------------------------------------------------------- | -------------------- | --------- |
| 9       | Raw       | Великий Кали и Раджин Синх (Dalip Singh and Dave Kapoor)                         | Superstar и менеджер | SmackDown |
| 10      | SmackDown | Чаво Герреро (Salvador Guerrero IV)                                              | Superstar            | Raw       |
| 11      | SmackDown | Коди Роудс (Cody Runnels)                                                        | Superstar            | Raw       |
| 12      | Raw       | Наталья (Natalie Neidhart)                                                       | Дива                 | SmackDown |
| 13      | SmackDown | Крис Мастерс (Christopher Mordetzky)                                             | Superstar            | Raw       |
| 14      | Raw       | Иезекиил Джексон (Rycklon Stephens)                                              | Superstar            | SmackDown |
| 15      | Raw       | Голдаст (Dustin Runnels)                                                         | Superstar            | SmackDown |
| 16      | SmackDown | Хорнсвоггл (Dylan Postl)                                                         | Superstar            | Raw       |
| 17      | SmackDown | Роза Мендес (Milena Roucka)                                                      | Дива                 | Raw       |
| 18      | Raw       | Династия Хартов (Дэвид Харт Смит и Тайсон Кид) (Harry Smith and Theodore Wilson) | Команда              | SmackDown |
| 19      | SmackDown | Монтел Вонтевиус Портер (Alvin Burke, Jr.)                                       | Superstar            | Raw       |